# 天使の一覧
天使の一覧（）では天使を列挙する。

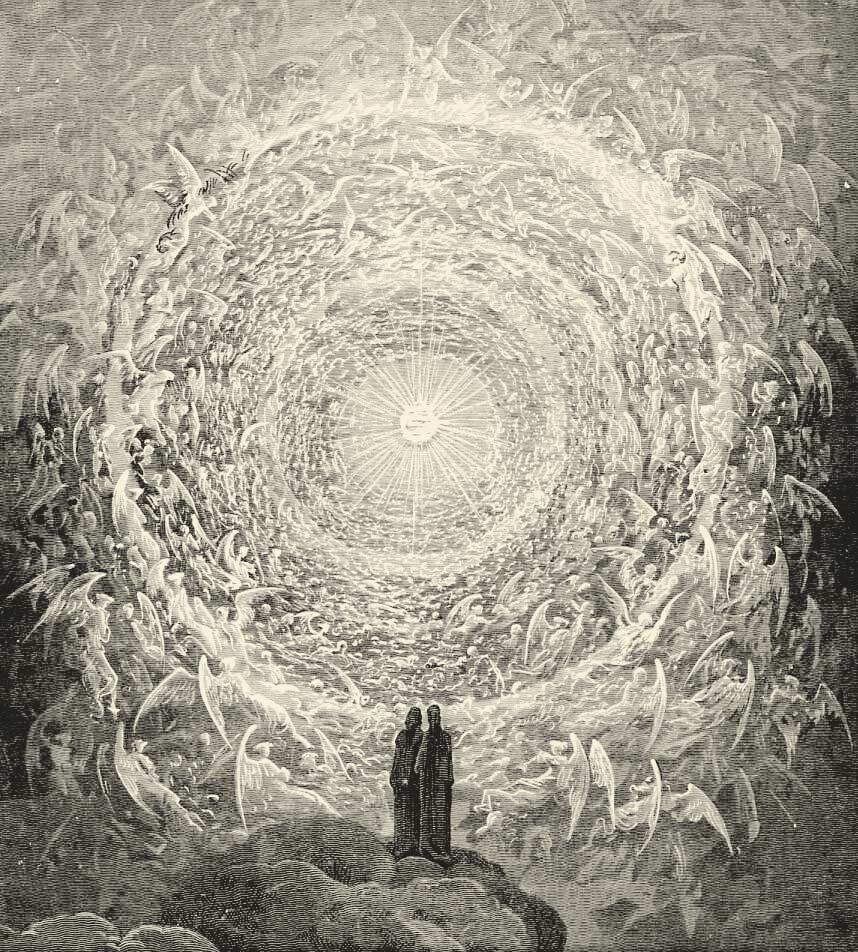
天国（至高天）と天使たちをみつめるダンテとベアトリーチェ（『神曲』の挿絵、ギュスターヴ・ドレ画）

ここで挙げる天使、神使、御使い（）などともとは、（いわゆるアブラハムの宗教として比較宗教学で並置される）ユダヤ教、キリスト教、イスラム教の聖典や伝承に登場する神の使いのことである。ユダヤ教、キリスト教、イスラム教の聖典や宗教文学に直接的な根拠をもたない、あるいはその正式な教義に含まれない、キリスト教文化圏のオカルティズム等の伝統における天使については「その他の天使」を参照。

## ヘブライ的伝統における天使

### 聖書正典に登場する天使の固有名
- ミカエル
- ガブリエル

### 外典・偽典に登場する天使の固有名

#### 『第一エノク書』に登場する天使名
- アキベエル
- アサエル
- アザゼル
- アスファエル
- アスベエル
- アドナルエル
- アナニエル
- アラキバ
- アルスヤラルユル
- アルマロス
- アルメルス
- アルメン
- アレスティキファ
- イェクン
- イェタルエル
- イェハディエル
- イェルミエル
- イゼゼエル
- イヤスサエル
- ウリエル
- エゼケエル
- カマエル
- ガデルエル
- ガブリエル
- ケエル
- ゲダエル
- コカビエル
- ザキエル
- サハリエル
- サラカエル
- サルタエル
- ザレブサエル
- サンダルフォン
- シェムハザ
- シマピシエル
- シャムシャエル
- シャティエル
- ダネル
- タミエル
- タルエル
- トゥマエル
- トゥルエル
- トゥルヤル
- ナレル
- ヌカエル
- バササエル
- ハスデヤ
- バタルヤル
- バトラエル
- バラキエル
- ヘエル
- ベカ
- ペヌエル
- ペネム
- ヘルエムメレク
- ベルケエル
- ヘロヤセフ
- ミカエル
- メタトロン
- メルエヤル
- メルケエル
- ヨムヤエル
- ラグエル
- ラファエル
- ラムエル
- ラメエル
- ルマエル
- ルムヤル

#### 『トビト書』に登場する天使名
- ラファエル

#### 『ヨベル書』に登場する天使名
- マステマ

#### 『バルク黙示録』に登場する天使名
- ファマエル

### その他
- アウリエル
- アカイアー
- アスダイエ
- アスモデル
- アタリブ
- アドナキエル
- アナエル
- アニエル
- アフ
- アフジエル
- アブディエル
- アポリオン
- アムビエル
- アラエル
- アルミサエル
- イオフィエル
- イロウル
- オク
- オファニエル
- オファニム
- ガギエル
- カシエル
- カマエル
- クシエル
- コカビエル
- ザアフィディエル
- サキエル
- サクルフ
- ザドキエル
- サハクィエル
- ザフィエル
- ザフキエル
- サマエル
- ザミエル
- ザロピ
- シャクジエル
- シャティエル
- シャルギエル
- スイエル
- スプグリグエル
- ズルファス
- ゼタル
- ゼルエル
- ソフィエル
- タブリス
- ダラ
- トゥビエル
- トルクアレト
- テイアイエル
- ハナエル
- ハニエル
- ハマリエル
- バラキエル
- パラシエル
- バルキエル
- バルディエル
- バルビエル
- ファヌエル
- プリアオウス
- プリアプス
- ベルキエル
- ポテー
- マルキディエル
- マルティエル
- ムミアー
- ムリエル
- メハビアー
- ライラ
- ラシエル
- ラティエル
- ラミエル
- リウェト
- ルヒエル
- レミエル
- レリエル

### 特定の複数の天使の総称
- 七大天使
- 御前天使
- グリゴリ

## キリスト教の天使の階級
神秘思想家偽ディオニシウス・アレオパギタは著作『天上位階論』の中で天上の位階（ヒエラルキア）について記述し、天上の存在者を三階層の三つ組に配した。新プラトン主義的な存在の階層構造に沿った、聖なる秩序の思想である。これが後の神学者にも引用され、天使の「天軍九隊」または「九歌隊」として広く知られるようになった。

### 上位三隊 「父」の階層
- 熾天使（セラフィム）
- 智天使（ケルビム）
- 座天使（王座）

### 中位三隊 「子」の階層
- 主天使（主権）
- 力天使（力）
- 能天使（能力）

### 下位三隊 「聖霊」の階層
- 権天使（権勢）
- 大天使
- 天使

## イスラームの天使

### 四大天使
- ジブリール
- ミーカール（ミーカーイール）
- アズラーイール（イズラーイール）
- イスラーフィール

### イスラームの伝承に特有の天使
- ザバーニヤ
- ムンカルとナキール
- ハールートとマールート
- マーリク（英語版）
- リドワン

## グノーシス主義の天使

### ナグ・ハマディ文書中の複数の文献に言及される天使
- エーレーレート (エレレートとも、Eleleth)

### バルク書に登場する天使
注釈: 、出典: 
- バルク：エロヒムの天使
- ナハス：エデンの天使
- アフロディテ（バベル）：エデンの天使

## その他の天使
- マラク・ターウース
- 黄道十二宮の天使
- オリンピアの天使
- セクンダデイ
- 占星術のデーモン
- 秘密書法のデーモン
- イシューリエル（英語版）（ジョン・ミルトン『失楽園』第4巻にも登場）